# 纳赛尔号补给舰
纳赛尔号补给舰（PNS Nasr A-47），是巴基斯坦海军订购的一艘905型综合补给舰，也是他们的第一艘补给舰。它原本为中国海军建造，在1985年为巴基斯坦海军购买。1987年8月26日在巴基斯坦海军服役:263。该舰是巴基斯坦海军中唯一不以亚洲人命名的军舰。命名是为了纪念埃及第二任总统贾迈勒·阿卜杜勒-纳赛尔。